# Six
Six er et jazzet dobbeltalbum fra 1973 med den engelske gruppe Soft Machine. Det er det første album, hvor Karl Jenkins (blæseinstrumenter, tangenter) er med – han afløste saxofonisten Elton Dean. Six er usædvanligt ved at der spilles på obo i jazz/rock-sammenhæng